# Cabo Perpetua

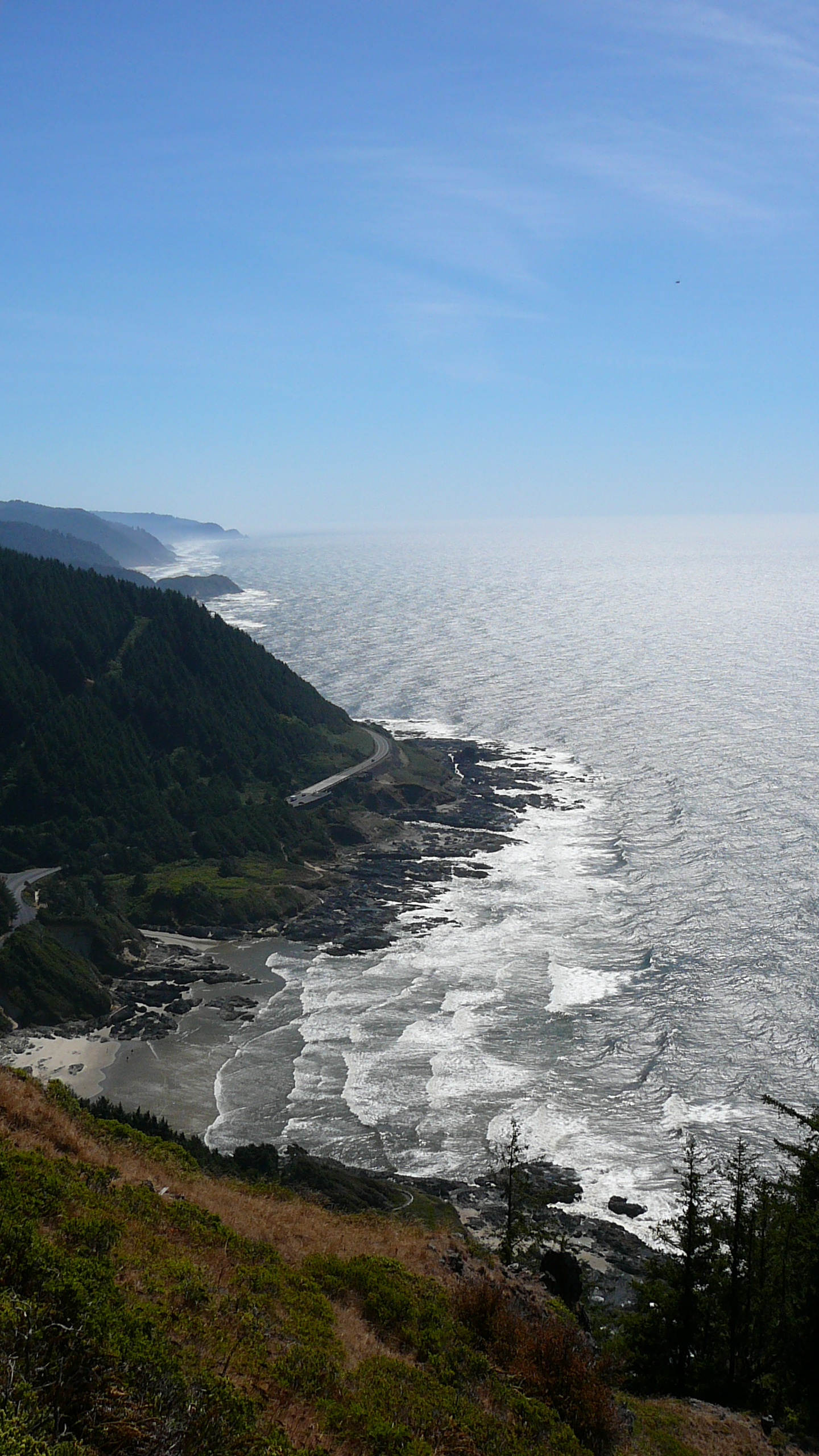
Vista del Océano Pacífico desde el Cabo Perpetua

El cabo Perpetua (del inglés: Cape Perpetua) es un cabo en el Pacífico noroeste de los Estados Unidos, localizado en la costa central del estado de Oregón. Es parte del bosque nacional Siuslaw, un territorio administrado por el Servicio Forestal de los Estados Unidos. Asimismo, se ha catalogado el Distrito histórico de «Cape Perpetua Shelter and Parapet». 

## Ubicación
El cabo Perpetua está ubicado a unos 3 km al sur de Yachats, Oregón a lo largo de la U.S. Route 101 de Oregón. Es una península típica del Pacífico noroeste, formado por un gran peñasco que sobrevuela el océano. En su punto más alto, el cabo Perpetua se eleva 243 m por encima del nivel del mar. Desde su cima, un observador puede ver 110 km de la costa de Oregón y hasta 60 km mar adentro en un día claro.

## Historia
Desde al menos 6000 años, los indígenas de América del Norte recolectaban mejillones, cangrejos, almejas y erizos de mar a lo largo de la costa cercana al cabo Perpetua. Hay evidencias de sus vidas, ya que pueden todavía encontrarse pilas enormes de conchas de mejillones a lo largo de la costa cercana al «Centro de visitas del cabo Perpetua».
El cabo fue nombrado por el capitán James Cook el 7 de marzo de 1778, mientras buscaba la entrada desde el Pacífico al imaginario Paso del Noroeste. Cook nombró al cabo Perpetua porque fue divisado el día de Santa Perpetua.
El área comenzó a formar parte del Parque nacional Siuslaw en 1908. En 1914, el Servicio Forestal de los Estados Unidos trazó un camino angosto hacia el acantilado alrededor del cabo Perpetua y construyó un puente de madera para cruzar el río Yachats, abriendo un camino entre las pequeñas comunidades de Yachats y Florence, en Oregón, hacia el sur. El puente de madera fue reemplazado en 1926 por uno nuevo de metal. En el cabo Perpetua se trazó una sección de la carretera del Memorial a Roosevelt (U.S. Route 101), construida en la década de 1930.